# Søslaget ved Actium
Søslaget ved Actium var et søslag udkæmpet mellem Octavians flåde – ledet af Marcus Agrippa – og de kombinerede flåder af både Marcus Antonius og Kleopatra. Slaget fandt sted den 2. september 31 f.Kr. i Det Joniske Hav nær den tidligere romerske koloni Actium i nutidens Grækenland. Slaget var klimaks på over et årtis rivalisering mellem Octavian og Antonius.
I begyndelsen af 31 f.Kr. – året for slaget ved Actium – var Antonius og Kleopatra midlertidigt stationeret i Grækenland. Marcus Antonius rådede over 500 skibe og 70.000 infanterister og slog lejr ved Actium. Octavian, som havde 400 skibe og 80.000 infanterister, ankom fra nord og besatte Patras og Korinth, hvor han med hjælp fra Marcus Agrippa formåede at afskære Antonius' sydlige kommunikation med Egypten (via Peloponnes). Octavian opnåede en foreløbig sejr i Grækenland, hvor hans flåde med succes transporterede tropper over Adriaterhavet under Agrippas komando. Octavian landede på det græske fastland, over for øen Kerkyra (moderne Korfu) og fortsatte sydpå til lands.
Fanget både til lands og til vands deserterede dele af Antonius' hær og flygtede over til Octavians side. Herefter blev Octavians styrker komfortable nok til at foretage forberedelser til kamp. Antonius' flåde sejlede gennem bugten ved Actium på den vestlige kyst af Grækenland i et desperat forsøg på at bryde fri fra den maritime blokade. Det var der, Antonius' flåde stod over for den meget større flåde af mindre, mere manøvrerbare skibe under kommando af Gajus Sosius og Agrippa. Antonius og hans resterende styrker blev kun skånet på grund af en sidste desperat indsats fra Kleopatras flåde, der havde ventet i nærheden. Octavian forfulgte dem og besejrede deres styrker i Alexandria den 1. august 30 f.Kr. – hvorefter Antonius og Kleopatra begik selvmord.
Octavians sejr gjorde det muligt for ham at konsolidere sin magt over Rom . Han antog titlen Princeps ("første borger") og blev i 27 f.Kr. tildelt titlen Augustus ("æret") af Senatet. Dette blev det navn, hvorved han var kendt i senere tider. Som Augustus bevarede han udseendet af en genoprettet republikansk leder, men historikere betragter generelt hans magtkonsolidering og antagelsen af disse æresbevisninger som afslutningen på den Romerske Republik og begyndelsen på det Romerske Kejserrige.